# Herrarnas 10 000 meter i hastighetsåkning på skridskor vid olympiska vinterspelen 1956
Herrarnas 10 000 meter i skridskor vid de olympiska vinterspelen 1956. Grenen avgjordes på Lago di Misurina på naturis. Tävlingen började tisdag 31 januari 1956 klockan tio och avslutades kl. 15.15. 
32 skridskoåkare från femton nationer deltog i tävlingen. Loppet vanns av Sigge Ericsson från Sverige.

## Medaljörer
| Guld                   | Silver                | Brons                          |
| Sigge Ericsson Sverige | Knut Johannesen Norge | Oleg Gontjarenko Sovjetunionen |

## Rekord
Dessa rekord gällde inför tävlingen.
| Världsrekord     | 16:32,6 (*) | Hjalmar Andersen | Hamar, Norge | 10 februari 1952 |
| Olympiskt rekord | 16:45,8 (*) | Hjalmar Andersen | Oslo, Norge  | 19 februari 1952 |

 (*) Rekordet blev noterat på naturis.
Först satte Oleg Gontjarenko som åkte i det tredje paret nytt olympiskt rekord med 16:42,3. I det sjunde paret förbättrade Knut Johannesen det olympiska rekordet till 16:36,9. Slutligen i det tionde paret förbättrade Sigge Ericsson det olympiska rekordet till 16:35,9

## Resultat
| Placering | Tävlande                    | Tid        |
| --------- | --------------------------- | ---------- |
| 1         | Sigge Ericsson (SWE)        | 16:35,9 OR |
| 2         | Knut Johannesen (NOR)       | 16:36,9    |
| 3         | Oleg Gontjarenko (URS)      | 16:42,3    |
| 4         | Sverre Ingolf Haugli (NOR)  | 16:48,7    |
| 5         | Kees Broekman (NED)         | 16:51,2    |
| 6         | Hjalmar Andersen (NOR)      | 16:52,6    |
| 7         | Boris Jakimov (URS)         | 16:59,7    |
| 8         | Olle Dahlberg (SWE)         | 17:01,3    |
| 9         | Boris Tsybin (URS)          | 17:03,4    |
| 10        | Helmut Kuhnert (EUA)        | 17:04,6    |
| 11        | Johnny Cronshey (GBR)       | 17:05,6    |
| 12        | Juhani Järvinen (FIN)       | 17:05,9    |
| 13        | Sven Andersson (SWE)        | 17:13,5    |
| 14        | Vladimír Koláŕ (TCH)        | 17:16,9    |
| 15        | Gunnar Ström (SWE)          | 17:17,0    |
| 16        | Vladimir Sjilikovskij (URS) | 17:17,6    |
| 17        | Kauko Salomaa (FIN)         | 17:19,0    |
| 18        | Wim de Graaff (NED)         | 17:21,6    |
| 19        | Knut Tangen (NOR)           | 17:22,3    |
| 20        | John Hearn (GBR)            | 17:27,6    |
| 21        | Hans Keller (EUA)           | 17:27,7    |
| 22        | Taketsugu Asazaki (JPN)     | 17:35,3    |
| 23        | Yoshiyasu Gomi (JPN)        | 17:35,9    |
| 24        | Toivo Salonen (FIN)         | 17:37,6    |
| 25        | Egbert van't Oever (NED)    | 17:37,7    |
| 26        | Bohumil Jauris (TCH)        | 17:38,4    |
| 27        | Colin Hickey (AUS)          | 17:45,6    |
| 27        | Pat McNamara (USA)          | 17:45,6    |
| 29        | Arthur Mannsbarth (AUT)     | 17:47,8    |
| 30        | Kim Jong-sun (KOR)          | 17:52,6    |
| 31        | Ralf Olin (CAN)             | 17:59,2    |
| 32        | Carlo Caizà (ITA)           | 18:32,8    |